# Giancarlo Dellagiovanna
Giancarlo Dellagiovanna (Voghera, 18 de setembro de 1961) é um diplomata e prelado italiano da Igreja Católica pertencente ao serviço diplomático da Santa Sé.

## Biografia
Recebeu a ordenação presbiteral em 3 de julho de 1994, na Catedral de Tortona do bispo Martino Canessa de Tortona, sendo incardinado nesta diocese.
Entre 1996 e 1998, foi aluno do Almo Collegio Capranica. É formado em direito canônico.
Ingressou no serviço diplomático da Santa Sé em 1 de julho de 2005 e, posteriormente, atuou nas representações pontifícias no México, na República Dominicana, na Itália, na Seção de Assuntos Gerais da Secretaria de Estado, nos Países Baixos e, novamente, na Seção de Assuntos Gerais da Secretaria de Estado.
É fluente, além do italiano nativo, em inglês, francês e espanhol.
Em 15 de março de 2025, o Papa Francisco o nomeou núncio apostólico para Burquina Fasso‎, recebendo a dignidade de arcebispo titular de Sistroniana. Recebeu a ordenação episcopal em 25 de abril seguinte, na Basílica de Santa Maria em Trastevere, do Cardeal Secretário de Estado Pietro Parolin, coadjuvado por Guido Marini, bispo de Tortona e por Fortunatus Nwachukwu, secretário do Dicastério para a Evangelização.